# William Molesworth
William Molesworth (Londres, 23 de mayo de 1810-22 de octubre de 1855) fue un político radical británico, que se desempeñó en el gabinete de George Hamilton-Gordon como Primer Comisionado de Obras y en el gabinete de Lord Palmerston como Secretario de Estado para las Colonias.

## Biografía

### Primeros años
Recibió educación privada antes de ingresar al Saint John's College de la Universidad de Cambridge. Trasladándose al Trinity College, luchó en un duelo con su tutor, y fue expulsado de la universidad. Estudió en el extranjero y en la Universidad de Edimburgo durante un tiempo.
Se casó con Andalusia Grant Carstairs el 9 de julio de 1844.

### Carrera
Tras la aprobación de la ley de reforma de 1832, ingresó al Parlamento Británico en representación del sector oriental de Cornualles. A través de Charles Buller conoció a George Grote y James Mill, y en abril de 1835 fundó, junto con John Arthur Roebuck, el London Review, como órgano de los «Radicales Filosóficos». Después de la publicación de dos volúmenes, compró la revista Westminster Review, y durante un tiempo ambas revistas fueron editadas por él y Mill. Buller y Molesworth apoyaron a Edward Gibbon Wakefield y sus planes para colonizar el sur de Australia, Canadá y Nueva Zelanda.
De 1837 a 1841 fue parlamentario por Leeds, y adquirió considerable influencia en la Cámara de los Comunes por sus discursos y por su tacto al presidir el comité selecto de destierro penal. Entre 1839 y 1845 realizó una reimpresión de todos los escritos misceláneos y voluminosos de Thomas Hobbes, en los once volúmenes de The English Works de Thomas Hobbes of Malmesbury, que se distribuyeron en la mayoría de las bibliotecas universitarias y provinciales inglesas. Esos trabajos incluían la traducción de Hobbes de la Ilíada. Sus publicaciones le causaron un gran perjuicio en la vida pública, y sus oponentes se esforzaron por identificarlo con las opiniones librespensadoras de Hobbes en la religión, así como con las conclusiones del filósofo a favor del gobierno despótico. 
De 1841 a 1845 no tuvo una banca en el parlamento. En ese período se desempeñó como Alto Sheriff de Cornualles. En 1845 retornó al parlamento representado a Southwark, manteniendo la banca hasta su muerte. A su regreso al parlamento, dedicó especial atención a la condición de las colonias y fue defensor de su autogobierno. En enero de 1853, Lord Aberdeen lo incluyó como el único radical en su gabinete de coalición como primer comisionado de Obras. La obra principal se destacó en este momento fue la construcción del nuevo puente de Westminster; también fue el primero en abrir el Real Jardín Botánico de Kew los días domingos. En julio de 1855, fue nombrado secretario para las Colonias, una oficina que ocupó hasta su muerte en octubre del mismo año.

#### Malvinas
El 25 de julio de 1848, emitió uno de los primeros juicios públicos en el Reino Unido contrarios a la posesión británica de las islas Malvinas, archipiélago en disputa con Argentina.
Ese día, durante un debate en la Cámara de los Comunes en el que proponía recortes presupuestarios, sostuvo que, dado el nivel de gastos que insumía la estación militar de las islas, «soy del parecer que esta inútil posesión se devuelva, desde luego, al gobierno de Buenos Aires, que justamente la reclama». Fundamentó que «en ese lugar triste, desolado y ventoso, donde ni el maíz ni los árboles pueden crecer, siempre y sabiamente abandonado por nosotros, hemos, desde 1841, gastado más de 35.000 libras esterlinas, sin retorno de ninguna clase ni beneficio alguno». Expresó que las colonias «se suponen que son útiles tanto para fines políticos o comerciales» y las islas no cumplían con esos requisitos. Agregó que la estación militar de Malvinas se encontraba entre aquellas que «resultan útiles en períodos de guerra, pero la mayoría de ellas están tan lejos del centro del imperio, que en tiempo de guerra serían fuentes de debilidad y no de fuerza».
En su momento, su punto de vista no obtuvo trascendencia. Más tarde en 1853, durante otro debate en la Cámara, varios parlamentarios defendieron el valor de las islas tanto para la guerra como para el comercio.

### Últimos años
Falleció el 22 de octubre de 1855, a la edad de 45 años. Está enterrado en el cementerio Kensal Green de Londres.